# Fremont (Utah)
Pour les articles homonymes, voir Fremont.
Fremont est une census-designated place du comté de Wayne, dans l'État de l'Utah, aux États-Unis. En 2020, elle compte une population de 167 habitants.